# Urtica membranifolia
Urtica membranifolia är en nässelväxtart som beskrevs av C.J. Chen. Urtica membranifolia ingår i släktet nässlor, och familjen nässelväxter. Inga underarter finns listade i Catalogue of Life.